# すみだストリートジャズフェスティバル
すみだストリートジャズフェスティバルは、10月第3土・日曜日の2日間(かつては8月開催)に東京都墨田区錦糸町周辺の公園・屋外スペース・店舗など複数会場で実施される無料の音楽イベント。運営は市民ボランティアが組織する実行委員会によって行われている。
2010年（平成22年）8月21日、22日に第1回が計24会場で開催され、約2万人の来場者を集める。

## 概要
ボランティアによって運営されているイベントで、運営資金は、スポンサー協力、寄付、グッズや飲食ブースの売り上げで成り立っている。また、パンフレット及び全会場への入場、演奏は無料である。
2011年は収益の全て（必要経費等を除いた黒字分）を東日本大震災の義捐金にあてることを発表している。
会場は錦糸町駅南口、北口、押上駅周辺の屋内外会場。
会場は多岐に渡り、ホール、カフェ、神社、BAR、建物の屋上、公園、専用周回バス等で開催される。
音楽のジャンルは多岐に渡り、jazz、black、blues、fusion、latin、bigband、bossa、gospel、dixie、etc（ノンジャンル）と、さまざまな人が楽しめるものとなっている。

## 沿革
2010年に街のいたるところに生の音楽があふれ、誰もが気軽に楽しめるイベントを立ち上げたい、と地元有志が集い立案された。第一回は約2万人を動員し大成功を収めた。東日本大震災により2011年第二回の開催が危ぶまれたが、「とどけよう元気！」をスローガンにすみだの街を活性化させ、被災地を支援することを目標に開催が決定された。
2011年（平成23年）8月20日、21日の第2回ではエリアを押上周辺まで広げ、規模を拡大して実施された。
8月21日は雨天のため、いくつかの屋外会場でライブが中止となった。
2011年開催当日は各会場を周回するジャズバス（かいしゅう号、ほくさい号）を関東で初めて運行した。
音楽ライブだけでなく、フットサル・バスケット・氷の彫刻・ダブルダッチ・駄菓子スタンプラリーなどのイベントも同時開催された。
また、韓国第三の都市テグにて開催されるジャズフェスティバルとの同日共催による中継も行い、8月28日に相互協力関係を結ぶ調印式がテグ国際ジャズフェスティバル会場にて行われた。
2020年2021年はコロナ禍により中止となりオンラインイベントが開催される。
2022年から再開と共に10月開催になり規模も若干縮小された。

## 年表
| 回 | 年     | 月日    | 参加   | 参加    | ステージ | 観客数  | 備考                                       |
| 回 | 年     | 月日    | バンド | 人数    | ステージ | 観客数  | 備考                                       |
| -- | ------ | ------- | ------ | ------- | -------- | ------- | ------------------------------------------ |
| 1  | 2010年 | 8月21日 | 200組  | 1,000人 | 20ヶ所   | 2.0万人 | 墨田区より後援認定                         |
| 1  | 2010年 | 8月22日 | 200組  | 1,000人 | 20ヶ所   | 2.0万人 | 墨田区より後援認定                         |
| 2  | 2011年 | 8月20日 | 300組  | 1,500人 | 35ヶ所   | 4.2万人 | 東京都、墨田区より後援認定                 |
| 2  | 2011年 | 8月21日 | 300組  | 1,500人 | 35ヶ所   | 4.2万人 | 東京都、墨田区より後援認定                 |
| 3  | 2012年 | 8月18日 | 300組  | 1,500人 | 35ヶ所   | 8.8万人 | 東京スカイツリー・ソラマチ広場を会場に追加 |
| 3  | 2012年 | 8月19日 | 300組  | 1,500人 | 35ヶ所   | 8.8万人 | 東京スカイツリー・ソラマチ広場を会場に追加 |

## 演奏会場

### 第1回（2010年）
- 錦糸公園
- すみだパークスタジオ
- オリナス
- 東京楽天地
- ロッテシティ
- Little India リトルインディア
- ワインダイニングDIGO
- 喫茶デリカップ
- EARLY BIRD アーリーバード
- Food Bar 夢喰 【BAKU】
- アルカイースト
- アルカキット
- アルカセントラル
- アルカウエスト
- 東武ホテルレバント東京

### 第2回（2011年）
- 錦糸公園
- オリナス
- 鈴木興産
- 親水公園 船デッキ
- 小梅児童公園
- 押上天祖神社
- おしなりくんの家
- LOCO BAR
- リトルインディア
- DIGO
- アーリーバード
- デリカップ
- SERGIO STRAWBERRY
- 82_ALE HOUSE【エールハウス】
- アルカイースト
- スターバックスコーヒー テルミナ２F
- アルカキット
- アルカセントラル
- アルカウエスト
- 親水公園（亀4錦1）
- ニシキ屋
- JR錦糸町駅 南口広場
- 錦糸町丸井前
- JRA ウインズ錦糸町東館
- 坊々樹
- オールドスコット
- 東京楽天地
- すみだトリフォニーホール 小ホール
- ジャスバス かいしゅう号
- ジャスバス ほくさい号

## ゲストミュージシャン

### 第1回（2010年）
- 日野皓正
- 中本マリ
- 椎名豊トリオ
- 大橋美加
- EIKO
- ジェイコブ・コーラー
- meg（メグ）
- 出口誠トリオ
- TONY SUGGS Trio
- 安ヵ川大樹グループ
- 石崎忍カルテット
- 佐藤浩一クインテット

### 第2回（2011年）
- 中本マリ
- Fried Pride
- SINSKE
- 牧山純子
- 横田明紀男
- 桑山哲也
- KANKAWA東北応援エレクトリックジャズバンド
- Jacob Koller
- 松永貴志
- 椎名豊トリオ
- ChihiroYamazaki+ROUTE14band
- Kathryn Farmer with Ayako Sato Quartet
- 大橋美加プレゼンツ
- アート石井ライヴ
- HANI（カン・ハニ）
- SOLZICK
- じゃ〜んずΩ
- meg
- 梁 天任
- ザ・ショッキング
- youkan&ハーバーライツオーケストラ
- PE'Z

### 第3回（2012年）
- 日野皓正クインテット
- 中本マリ(Vo)太田雄二(g) Duo
- MALTA Hit&Run
- Fried Pride
- 椎名豊トリオ
- KANKAWA
- グレースマーヤvo.p カルテット
- 桑山哲也
- 牧山純子
- Hong Soon Dal
- Park Ra On
- Yutaka Shiina Seoul Tokyo Connection
- ENCOUNTER
- ジェイコブコーラー
- 山崎千裕+ROUTE14band
- ザ・ショッキング
- PATRICK CHARLES MAKANDEL GROUP(PCMG)
- 趙 雲華
- SUW with カシアス
- meg
- DE IMPULSORE(北澤誠トリオ)
- 飯田久美子＆杉山泰史ジャズDuo
- Trio De Yuka
- EIKO
- O2T
- 高澤綾クインテット
- 海老原淳子＋中溝ひろみ コーラスデュオ“オレオ”
- jaja
- 布上智子(ヴォーカル)×尾花毅(7弦ギター)
- Jeff Curry Band with Solaris Eiko
- 阿見紀代子 Hot&Cool Jazz Quintet
- Bronze Sambe Band
- おしなりくん＆youkan(ユーキャン)
- TRI4TH
- SOLZICK
- Macka Ruffin
- 小柳淳子+加納新吾+千北祐輔
- 大橋美加＋小泉清人Duo
- The Seoul Soloist Jazz Orchestra
- たをやめOrquesta!!!
- Vermilion Field
- Keijin Shu Original Trio
- BONANZA
- 安カ川大樹クインテット
- PINGO
- バンガロー
- 山田拓児カルテット
- 古谷淳トリオ
- 土井徳浩カルテット
- 小池純子トリオ
- 高田ひろ子トリオ
- 福富博グループ
- 大村亘トリオ
- 西山瞳デュオ
- Duke Ellington Song Book
- 中林薫平カルテット
- 安カ川大樹ラージアンサンブル

## イベント

### 第1回（2010年）
- 手作り楽器 貝殻でガンザを作ろう
- フットサル第一回すみだストリートJAZZカップ
- すみだウォーク
- ハングル語でネームカードを作ろう!
- 折り紙でチマチョゴリの女の子を折ろう!
- 井上仁 氷の彫刻
- ライブペイント
- 日本大学ダブルダッチサークルD.S.P + KENSHINなわとびクラブ
- 韓国大使館プロデュース テコンドー
- KAGURA TAP with SARO
- バスケットボールクリニック
- お菓子をもらって作ろう!駄菓子のレイ
- バスケットボール シューティングチャレンジ
- ライブ書道 with カホン
- 輪になってみんなで叩こう! ドラムアンサンブル
- 亀4フェスティバル
- 沖縄舞踏・江戸川琉心によるエイサーの演舞

### 第2回（2011年）
- フットサル第2回すみだストリートジャズカップ
- バスケットボールクリニック
- すみだジャズ縁日
- ダブルダッチ
- 氷の彫刻

### 第3回（2012年）
すみジャズキッズパーク（飛び入り参加型 キッズアトラクション）
- ライブペイント/アイスキャンデー作り/廃油エコキャンドル作り
- ヌリナビ/ストリートボード /ウクレレワークショップ
- 世界チャンピオンが教える口笛教室！
- ごみ拾い体験
- スイカ割り
- がんばろう！ 東北の子供達チャリティバザー

すみジャズスポーツ広場（飛び入り参加型 スポーツアトラクション！）
- フウガすみだ親子フットサル教室
- バスケットボール bjリーグの選手に挑戦
- 水風船合戦！ 暑い夏を吹っ飛ばせっ！
- 野球ストラックアウト/ サッカーキックターゲット
- セパタクロー体験（日本代表が来るぞっ！）
- フリースタイルフットボール体験

パフォーマンス/イベント
- BMX パフォーマンス＆体験
- 氷の彫刻世界チャンピオンパフォーマンス
- 口笛国際コンクール優勝 柴田晶子さん演奏
- ターフィーくんとキティちゃん触れ合いタイム
- おしなりくんが散歩に来るよ！
- 第3回すみだストリートジャズカップ
- 東京23フットボールクラブ VS フウガすみだ マッチ
- 砂浜Tシャツアート展 in すみだ
- わせだ風街宣伝社 ちんどん屋ねり歩き